# Rafael Sari
Rafael Sari (Alguer, Italia, 1904 - ibidem, 1978) fue un poeta sardo en lengua catalana.
Trabajó como maestro y archivista en Alguer y desde 1929 publicaba regularmente en prensa artículos y poesías. Cofundó y dirigió el Centre d'Estudis Algueresos con Rafael Catardi. 